# Lucas Catherine
Lucas Catherine, schrijversnaam van Lucas C.L. Vereertbrugghen (Brussel, 1947), is een Belgisch auteur die voornamelijk publiceert over islam en over kolonisatie, in het bijzonder van Congo en Palestina. Hij noemt zich 'historicus van Vergeten Zaken'.
Catherine studeerde film aan het RITCS in Brussel. Na het behalen van zijn graad in 1970 werd hij documentalist bij de BRT. Van 1983 tot 1990 woonde hij in Khartoum, Rabat en Dar es Salaam.
In 2004 klaagde hij Mia Doornaert aan omdat ze hem als antisemiet bestempelde. De klacht werd ongegrond verklaard door de RVDJ.

## Publicaties
- Honderd jaar kolonisatie in Palestina, 1978
- De zonen van Godfried van Bouillon. De Zionistische lobby in België, 1980 (vertaald in het Arabisch)
- In naam van de Islam. Godsdienst als politiek argument bij Mohammad en Khomeiny, 1985
- De Palestijnen, een volk teveel?, 1988 (met o.a. Noam Chomsky)
- 3 x weg van Zanzibar, 1992
- Vuile Arabieren. Bedlectuur voor Vlaams Blokkers, 1993
- Manyiema. De enige oorlog die België won, 1994
- De gelaagde religie, 1996 (herzien in 2012 onder de titel En de Mens schiep god)
- Islam voor ongelovigen, 1997 (vertaald in het Frans, Duits en Italiaans)
- Keukens aller landen... Een smakelijke historie, 1997
- De reïncarnatie van een atheïst, 1999
- Ik wist niet dat de wereld zo klein was. Reisverslagen van een eerste globalisering, 2001
- Palestina, de laatste kolonie?, 2002
- Bouwen met zwart geld. De grootheidswaanzin van Leopold II, 2002 (vertaald in het Frans)
- Rijstpap, Tulpen & Jihad, 2004
- De kok van Cordoba, 2004 (met Willy Thomas, vertaald in het Frans)
- Verre kusten van verlangen. Curieuze reizen, 2005
- Wandelen naar Kongo. Langs koloniaal erfgoed in Brussel en België, 2006 (vertaald in het Frans)
- Van Morendoders tot botsende beschaving. De duizendjarige oorlog tegen de islam, 2007 (vertaald in het Arabisch)
- Gaza. Geschiedenis van de Palestijnse tragedie, 2009 (met Charles Ducal)
- Islam. De essentie, 2009
- Morisco's. Een vergeten etnische zuivering in Andaloesië, 2009
- Leopold II in O., 2009 (Theater aan Zee)
- Klein Arabisch Prentenboek, 2010
- De Israëllobby, 2011
- Een Arabische zomer. Twintig vrouwen in al Andalus, 2013
- Loopgraven in Afrika (1914-1918). De vergeten oorlog van de Congolezen, 2013
- Brussel. Van renaissance tot republiek, 2014
- Jihad en kolonialisme, 2015 (met Kareem El Hidjaazi)
- Palestina. Geschiedenis van een kolonisatie, 2017
- Kongo, een voorgeschiedenis, 2017
- De buik van Brussel, 2019
- Het dekoloniseringsparcours. Wandelen langs Kongolees erfgoed in België, 2019
- Als kasseien konden spreken. Negen eeuwen Vlaamsesteenweg in Brussel, 2024

## Voetnoten
1. ↑  Het maatschappelijk debat over Congo behoeft eerlijke geschiedschrijving, MO*, 29 mei 2017. Gearchiveerd op 27 september 2022.
2. ↑  https://web.archive.org/web/20050331205822/https://www.rvdj.be/pdf/beslissing200407.pdf

- Bibliothèque nationale de France: cb15068090t (data)
- Gemeinsame Normdatei: 173021999
- International Standard Name Identifier: 0000 0003 7050 2287
- Library of Congress Control Number: n80127940
- Nederlandse Thesaurus van Auteursnamen: 073906190
- Système universitaire de documentation: 085505846
- Virtual International Authority File: 237624758
- WorldCat: E39PBJcWycTH78qpx4CJ6xkJjC